# Rumänische Nationalbibliothek
Die Rumänische Nationalbibliothek  (rumänisch Biblioteca Națională a României, kurz BNR) in Bukarest wurde 1838 gegründet und ist die größte Bibliothek Rumäniens. Seit 2012 ist sie in einem Neubau am Boulevard der Vereinigung untergebracht. Ihr Bestand umfasst etwa 13 Millionen Publikationen.

## Geschichte

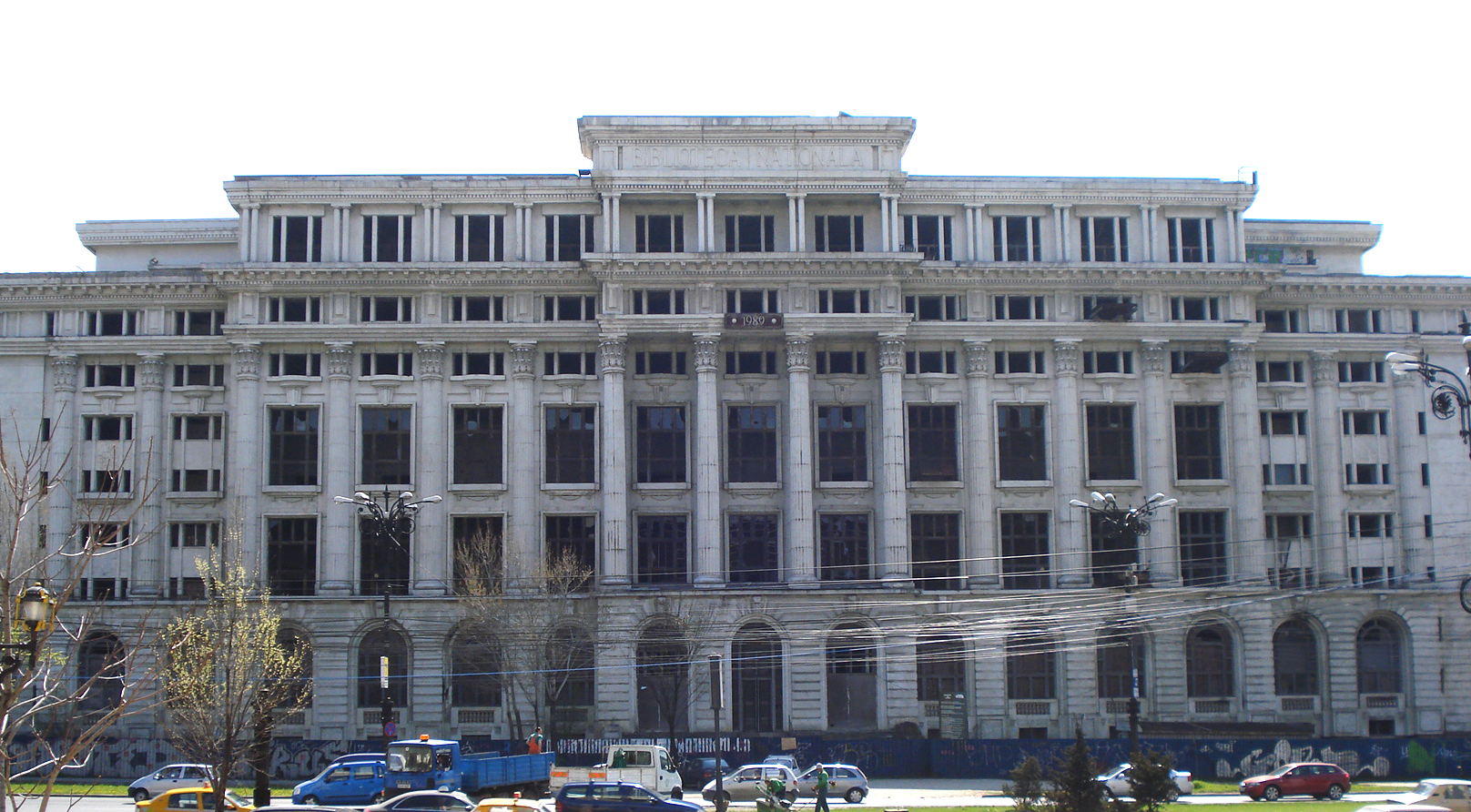
Neubau der Nationalbibliothek im Zustand vor 2009

Die Rumänische Nationalbibliothek kann auf eine lange Geschichte zurückblicken. Abhängig von dem jeweiligen politischen System trug sie im Laufe der Zeit verschiedene Namen. Die Ursprünge gehen auf das Kolleg Sfântu Sava zurück, das eine der bedeutendsten Bibliotheken des Landes führte. Das Kolleg Sfântu Sava wurde 1838 gegründet und hatte einen Bestand von 1000 Bänden. Nach der Vereinigung der rumänischen Fürstentümer von 1859 wurde die Bibliothek zur Nationalbibliothek erklärt, um im Jahr 1864 in Zentrale Staatsbibliothek umbenannt zu werden. In der Zeitspanne von 1901 bis 1955 kam es zur Auflösung der Zentralen Staatsbibliothek. An ihrer Stelle erklärte man 1901 die Bibliothek der rumänischen Akademie zur Nationalbibliothek. Als Folge wurde auch der Buchbestand der Akademie übertragen. 1955 erhielt sie den Titel Zentrale Staatsbibliothek und den ehemaligen Buchbestand zurück. Es gibt außerdem zwei Filialbibliotheken, die Biblioteca Omnia in Craiova und die Biblioteca Batthyaneum in Alba Iulia.
Die Bauarbeiten für einen Neubau am Boulevard der Vereinigung starteten im Jahr 1986 während der Herrschaft des Diktators Nicolae Ceaușescu. Dafür wurde ein ganzes Altstadtviertel abgerissen. Nach der rumänischen Revolution von 1989 kamen die Bauarbeiten zum Erliegen. Nach langen Kontroversen über die Nutzung wurden die Bauarbeiten 2009 fortgesetzt, allerdings unter anderen ästhetischen Vorzeichen. Architekt Eliodor Popa ließ die neoklassizistische Fassade teilweise mit asymmetrischen Glasfronten bedecken. Die ursprünglichen, mit Säulen und Ornamenten geschmückten Fassaden wurden von ihm völlig neu konzipiert. 
Die Rückseite wie die Flanken besitzen nun durchfensterte schmucklose Säulenfassaden. Die halbrunde Rückfassade des Baus, die vorher mit Säulenarkaden versehen war, dominiert nun Glas und Stahl. Das Projekt ist mit 120 Millionen Euro die größte rumänische Investition im Kulturbereich seit der Revolution. Der Neubau wurde im Dezember 2011 vom damaligen Regierungschef Emil Boc eröffnet und am 22. April 2012 von dem rumänisch-orthodoxen Patriarchen Daniel geweiht. Die neue Nationalbibliothek ist seit dem 23. April 2012 für Besucher geöffnet. Auch Rumäniens Kulturministerium wurde inzwischen darin untergebracht. Die Gesamtnutzfläche liegt bei 120.000 Quadratmetern, einem Drittel der Nutzfläche des Parlamentspalastes, eines der größten Gebäude der Welt.

## Bestand
Die Bücherbestände der Nationalbibliothek, die ihren Sitz zuvor in einem dafür wenig geeigneten Börsenpalast in der Nähe des Universitätsplatzes in Bukarest hatte, waren dort nur teilweise untergebracht, weitere Teile waren über mehrere Bibliotheken im Land verteilt. Der Neubau am Boulevard der Vereinigung verfügt über ein 30 Meter hohes Atrium, 14 Lesesäle auf sieben Geschossen, ein Auditorium, sechs Konferenzräume, Ausstellungs-, Büro- und Lagerräume, sowie zwei Cafés. Mehr als 12 Millionen Bücher, Zeitungen und Zeitschriften und etwa 500.000 alte Dokumente befinden sich im Bestand der Bibliothek.
Die virtuelle Bibliothek verfügt ihrerseits über mehr als eine halbe Million Titel. Printausgaben, Manuskripte, historische Dokumente, alte Kunstdrucke, Fotografien und Landkarten, sowie das historische Archiv wurden digitalisiert.
Das wertvollste Werk der Nationalbibliothek ist der Codex Aureus – der erste Teil des Lorscher Evangeliars aus dem Hofskriptorium Karls des Großen, welches um das Jahr 810 datiert wird, während der zweite Teil in Rom, in der Biblioteca Apostolica Vaticana aufbewahrt wird. Der Codex Aureus ist dem Publikum digital zugänglich – die Handschrift kann durchblättert, die Abbildungen können nach Belieben vergrößert werden.